# Phường 11 (Vũng Tàu)
Phường 11 is een phường in de stad Vũng Tàu, in de Vietnamese provincie Bà Rịa-Vũng Tàu.